# 保坂嘉弘
保坂 嘉弘（ほさか よしひろ、1955年3月30日 - ）は、日本の雑誌編集者、ゲームデザイナー、実業家。株式会社マッグガーデン代表取締役社長。持株会社であるIGポートの取締役を兼任。

## 経歴
秋田県出身。亜細亜大学経済学部卒業後、漫画原作者、ゲームデザイナーを経て1984年にエニックス（現スクウェア・エニックス）入社。元々はゲームプロデューサーであったが、コミック部門創設に参加し、『月刊少年ガンガン』の初代編集長となる。『ドラゴンクエスト4コママンガ劇場』の作家を主軸に、『週刊少年ジャンプ』など既存の少年誌や児童誌を参考にしつつ、ファンタジー色の強い少年漫画とギャグ漫画を前面に押し出して混沌とした独特の誌面を作り上げた。特に初期の『南国少年パプワくん』『魔法陣グルグル』などのヒットは、ガンガンのその後のイメージを決定づけた。1994年に取締役出版企画部長、2001年に取締役出版事業局長に就任した。
長期に渡って同部門に影響力を持っていたが、2001年の「エニックスお家騒動」により独立。同年6月5日に漫画専門の出版社マッグガーデンを設立し、代表取締役社長に就任。2003年東京証券取引所マザーズに上場（のちにIGポートによる子会社化により上場廃止）。
『ドラゴンクエスト 4コママンガ劇場』番外編の楽屋裏に、「アンクルホーン（モンスター）」となって登場していた。他にも『うめぼしの謎』の保坂刑事など、幾つかの作品にモデルと看做される登場人物がいる。
バンダイの関係者と仲が良く、バンダイナムコホールディングスとは古馴染みである。マッグガーデンの創立には、バンダイの新旧の関係者が関わっていた。